# Litognatha
Litognatha là một chi bướm đêm thuộc họ Erebidae.